# Cyaniris semiargus
Cyaniris semiargus é uma espécie de insetos lepidópteros, mais especificamente de borboletas pertencente à família Lycaenidae.
A autoridade científica da espécie é Rottemburg, tendo sido descrita no ano de 1775.

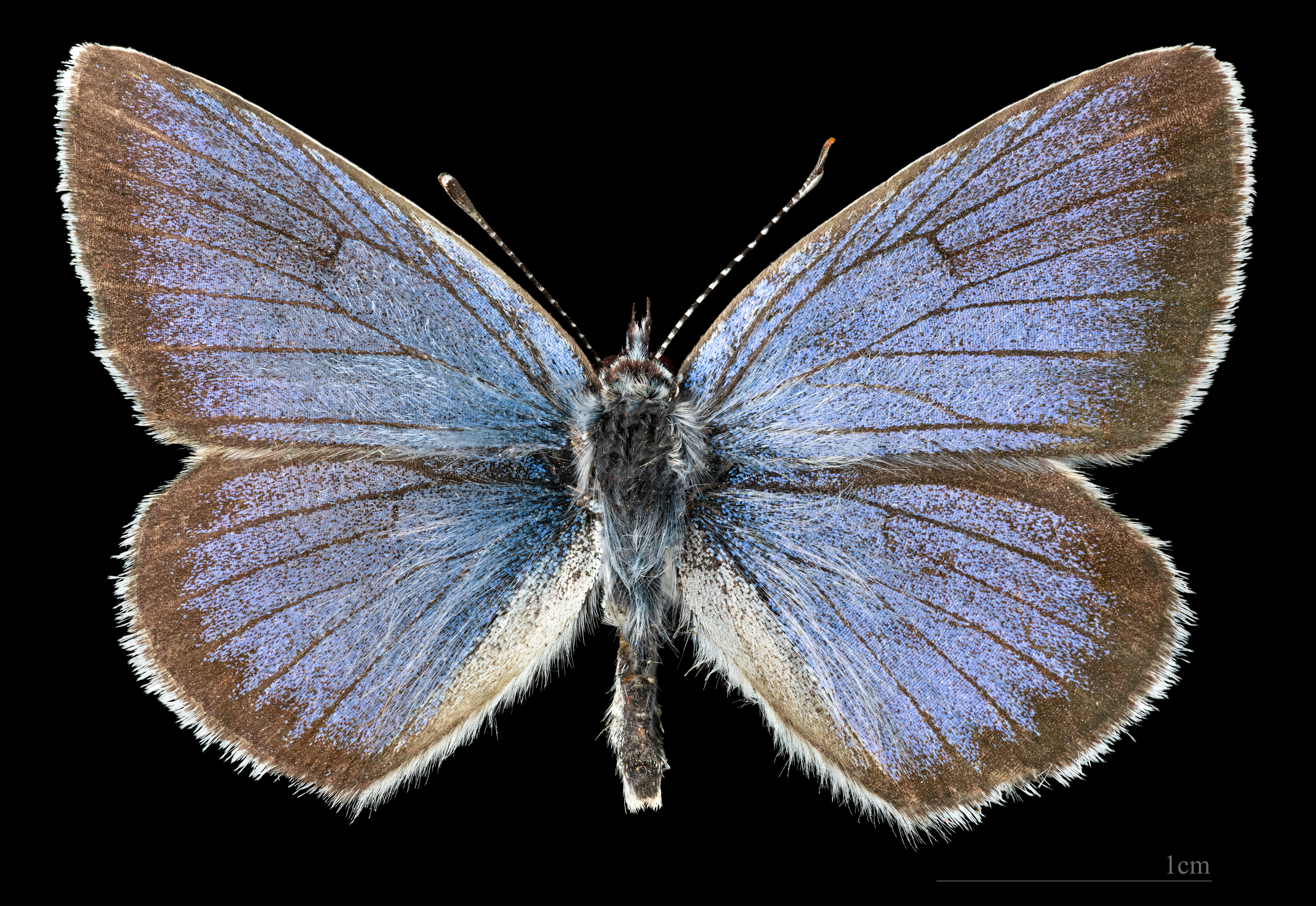
Cyaniris semiargus ♂
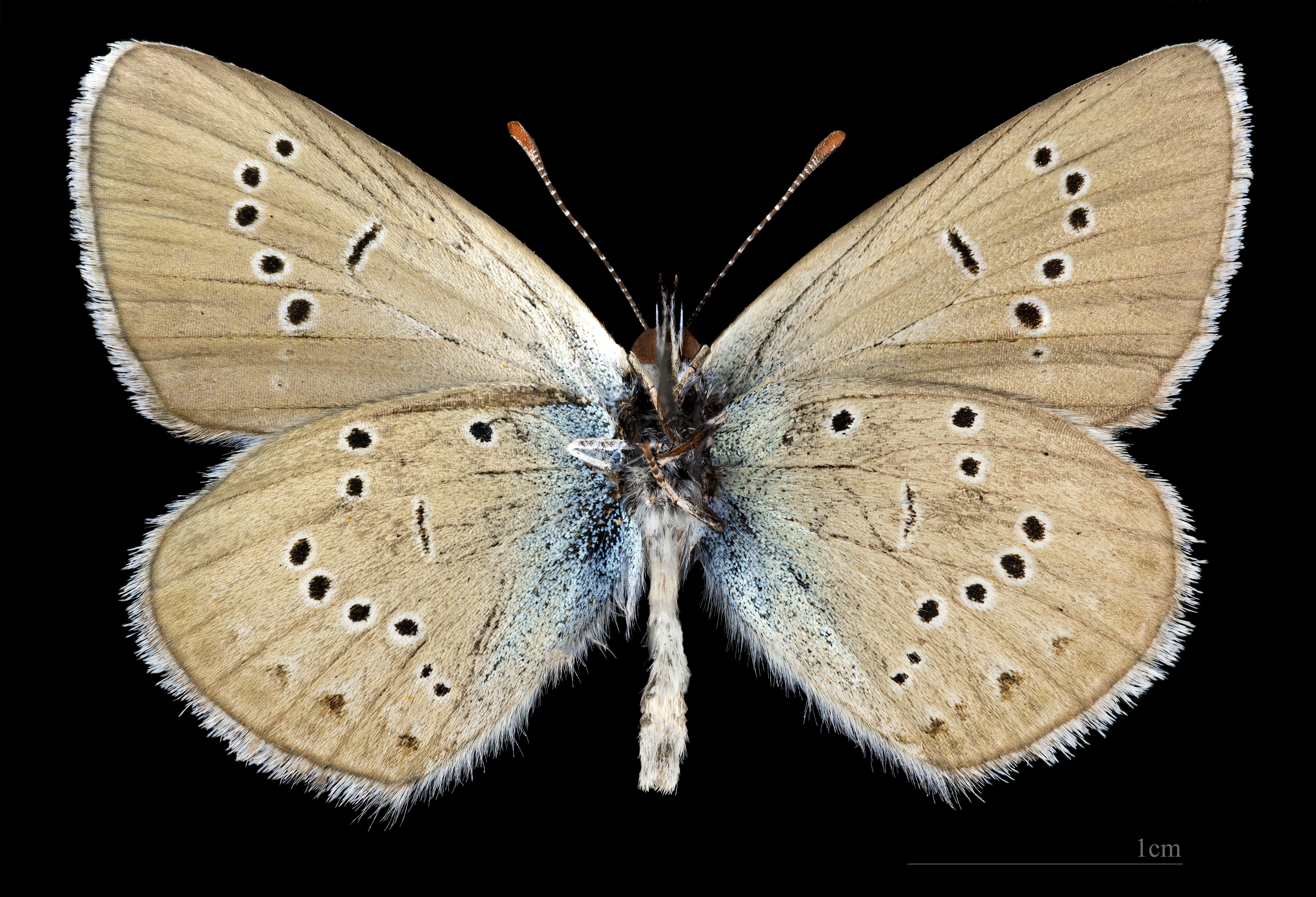
Cyaniris semiargus ♂  △

Trata-se de uma espécie presente no território português.